# Fløibanen

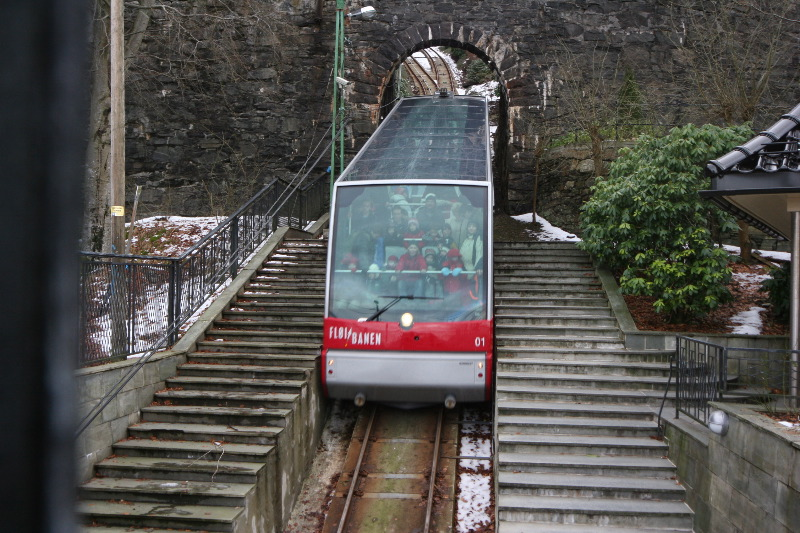
Fløibanen

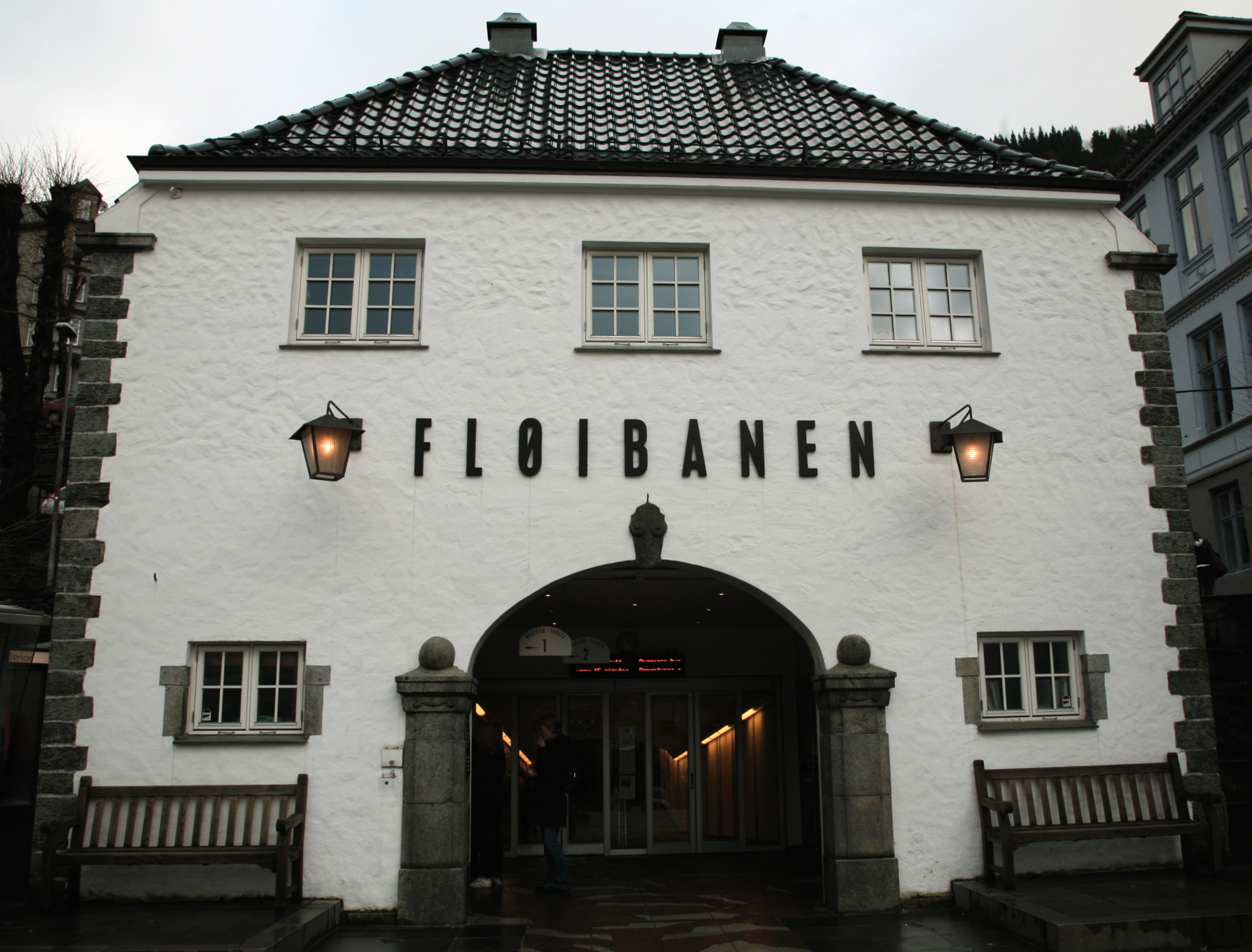
Het Fløibanestation in Bergen

Fløibanen is de enige kabelspoorweg (funicular) in Noorwegen en bevindt zich in de stad Bergen. Hier vervoeren twee wagens passagiers vanuit het centrum van de stad naar de top van de berg Fløyen, met drie haltes onderweg. De kabelbaan is een van de best bezochte attracties in Noorwegen en wordt jaarlijks door ongeveer een miljoen mensen gebruikt.
In 1914 is begonnen met de bouw, waarna op 15 januari 1918 de verbinding in gebruik kon worden genomen. De kabelspoorweg is 850 meter lang en overbrugt een hoogteverschil van 300 meter. Normaliter duurt de tocht van de stad naar de top van de berg 5 à 6 minuten.

## De ligging
De Fløibanen is gelegen midden in het centrum van Bergen, op 150 meter afstand van de Vismarkt (Fisketorget) en Bryggen. De rit naar Fløyen (320 meter boven de zeespiegel) duurt vijf tot zes minuten. De rit is op zichzelf spectaculair en aan de top is er een fantastisch uitzicht over Bergen.

## De rijtuigen
Op 15 november 2002 waren de rijtuigen van de vierde generatie gereed. Ze werden "Rødhette" (roodkapje) en "Blåmann" (blauwman) gedoopt. Een rijtuig kan maximaal ca. 100 passagiers vervoeren. De rijtuigen zijn speciaal gemaakt voor Fløibanen met grote panoramaramen.